# Han Chang-wha
Han Chang-wha (* 3. November 1922 in Ch’ŏngjin; † 18. April 2006 in Seoul) war ein südkoreanischer Fußballspieler.

## Karriere
Han war Teil des Kaders der südkoreanischen Nationalmannschaft bei der Weltmeisterschaft 1954 und stand hier in der Gruppenphase gegen die Türkei in der Startelf.